# Krystyna Bockenheim
Krystyna Bockenheim (ur. 1935 we Lwowie) – polska tłumaczka, specjalizująca się w tłumaczeniach z języka angielskiego, pisarka i lekarka.   

## Życiorys
Krystyna Bockenhaim urodziła się we Lwowie. Po wojnie wraz z rodziną przeprowadziła się do Wrocławia. Ukończyła studia na Wydziale Lekarskim Akademii Medycznej we Wrocławiu w 1957 roku. Pracowała, jako medyk, a po przejściu na emeryturę została tłumaczką literatury anglojęzycznej w Wydawnictwie Dolnośląskim. Jest także autorką kilku książek.   

## Twórczość
- Przy polskim stole (1998)
- Dworek, kontusz, karabela (2002)